# Cerkiew Opieki Matki Bożej w Moskwie (Jasieniewo)
Cerkiew Opieki Matki Bożej – prawosławna cerkiew w Moskwie, w południowo-zachodnim okręgu administracyjnym, w rejonie Jasieniewo, w dekanacie św. Paraskiewy eparchii moskiewskiej miejskiej Rosyjskiego Kościoła Prawosławnego.

## Historia
Koncepcję budowy nowej cerkwi w Jasieniewie pobłogosławił patriarcha moskiewski i całej Rusi Aleksy II, jednak jej wznoszenie rozpoczęto w czerwcu 2009, gdy na czele Rosyjskiego Kościoła Prawosławnego stał już jego następca Cyryl. Obiekt został wzniesiony w ramach akcji budowy 200 nowych parafialnych cerkwi w Moskwie. Jego konsekracja odbyła się 28 września 2015 pod przewodnictwem patriarchy Cyryla, któremu asystowali metropolici petersburski i ładoski Warsonofiusz, jarosławski i rostowski Pantelejmon, jekaterynburski i wierchoturski Cyryl, biskupi dmitrowski Teofilakt, rybiński i daniłowski Beniamin oraz woskriesieński Sawa.
Cerkiew została ogłoszona pomnikiem wszystkich poległych żołnierzy rosyjskich. W jej ściany wmurowano siedem poświęconych im krzyży.

## Architektura

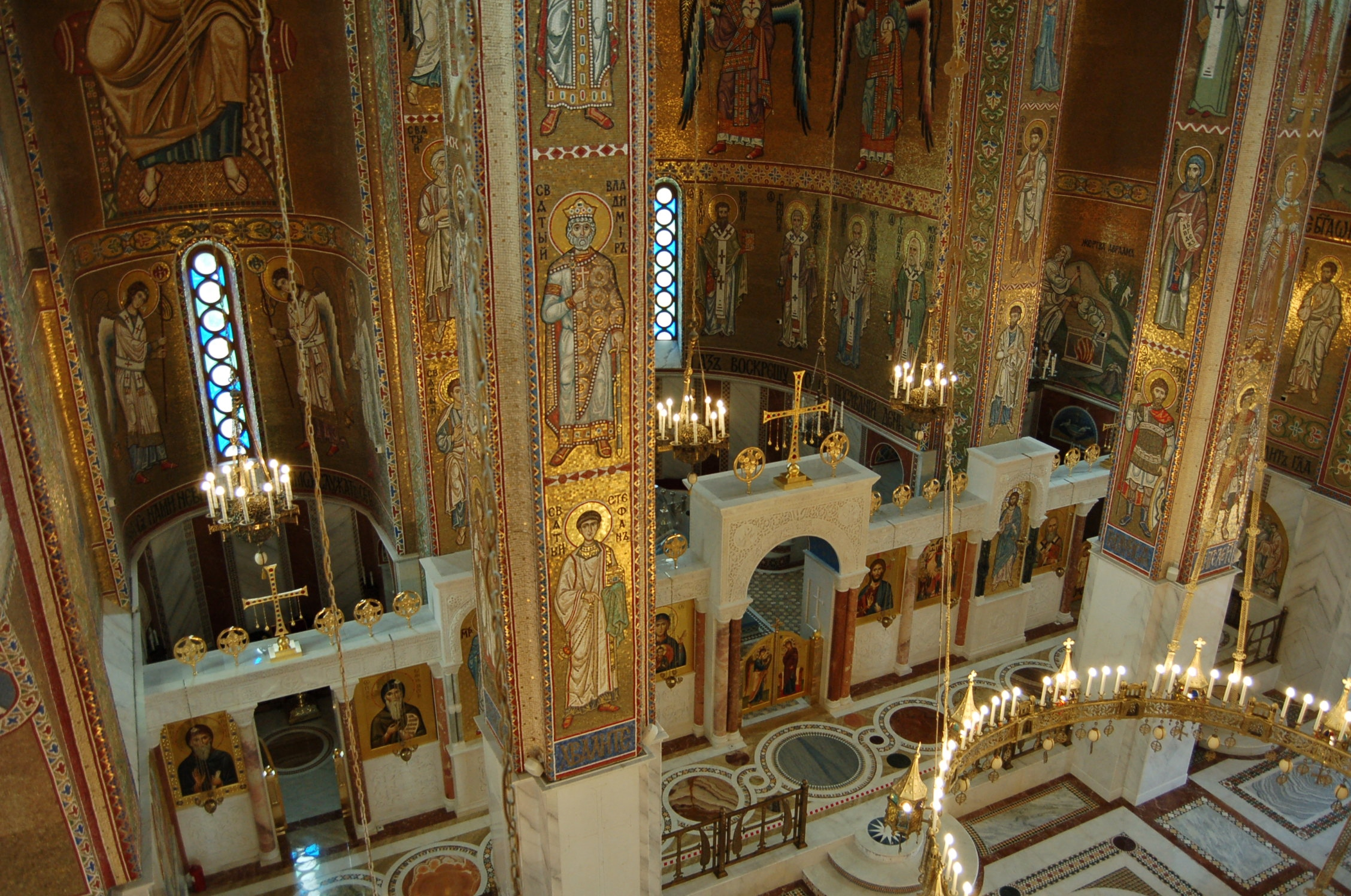
Ikonostas i widok na ołtarz

Architektura cerkwi nawiązuje do bizantyjskiego oraz staroruskiego budownictwa sakralnego. Świątynię wzniesiono na planie krzyża, z największą, centralnie położoną, złoconą kopułą oraz czterema mniejszymi, malowanymi na niebiesko ze złotymi gwiazdami. Wnętrze cerkwi bogato zdobione jest mozaiką. Niektóre kompozycje wzorowane są na dziełach sztuki bizantyjskiej, m.in. ogromny wizerunek Chrystusa Pantokratora, który jest kopią mozaiki z katedry w Cefalu.
W podziemiach świątyni znajduje się dolna cerkiew św. Michała Archanioła przeznaczona do chrztów, z marmurową chrzcielnicą. We wnętrzu tej świątyni znajdują się modele i kopie wybranych świętych miejsc i przedmiotów związanych z działalnością Chrystusa w Palestynie. W budynku cerkwi znajdują się również szkoła niedzielna i księgarnia. 
W nabożeństwie w cerkwi równocześnie może brać udział 800 osób.